# Монгольская народная партия
Монго́льская наро́дная па́ртия (монг. Монгол Ардын Нам; в 1924—2010 — Монго́льская наро́дно-революцио́нная па́ртия; (монг. Монгол Ардын Хувьсгалт Нам) — левая политическая партия Монголии, до 1991 года придерживалась коммунистического вектора развития. В 1921—1996 и 2000—2004 годах — правящая. В настоящее время является ведущей политической силой в правительстве. Председатель ЦК — Лувсаннамсрайн Оюун-Эрдэнэ.

## История

### Образование
В 1919—1920 годах в Урге образовалось две подпольные антикитайские группы, позже получившие названия «Консульский холм» (монг. Консулын дэнж; от названия района в Урге) и «Восточное хурэ» (монг. Зуун хүрээ). Первая из них возглавлялась Догсомыном Бодоо, высокообразованным 35-летним ламой, работавшим при Богдо-хане в российском консульстве в Урге; в одной с ним юрте жил Хорлогийн Чойбалсан. С ними обоими встречался один из ургинских большевиков Михаил Кучеренко, наборщик в русско-монгольской типографии.
Руководителями второго кружка, «Восточное хурэ», были Солийн Данзан, бывший служащий Министерства финансов, и Дансрабилэгийн Догсом из Военного министерства. Одним из менее примечательных членов группы был и Дамдин Сухэ-Батор, сержант расформированной монгольской армии. Возникновение «Восточного хурэ» относится к середине ноября 1919 года, когда некоторые из членов нижней палаты монгольского хурала, включая Данзана и Догсома, тайно встретились на следующую ночь после его роспуска Сюем и решили противодействовать китайцам.
В июне 1920 года обе группы объединились в Монгольскую народную партию. Вскоре партия при поддержке Коминтерна установила связь с Советской Россией и в августе 1920 направила туда делегацию. Посланное с делегацией письмо, заверенное печатью богдо-гэгэна (заверение прошло при содействии авторитетного монгольского военачальника Хатан-Батора Максаржава), содержало просьбу к советскому правительству оказать содействие в восстановлении независимости Монголии. После возвращения делегации в конце 1920 года революционная деятельность партии активизировалась.
Организационное оформление партии произошло 1 марта 1921 на I Съезде партии в Кяхте. Съезд избрал Центральный комитет партии и принял документ «10 принципов», определявший цели и задачи предстоящей революции. До 1924 года называлась Монгольской народной партией, с 1924 по 2010 носила имя Монгольская народно-революционная партия.

### Социалистический период
После Монгольской революции 1921 года партия приобрела статус правящей. Программа партии была принята в 1921 году. Основой программы был переход к социализму. Известными представителями партии были Хорлогийн Чойбалсан и Юмжагийн Цеденбал. МНРП во времена СССР имела тесные связи с КПСС.
Начиная с 1920-х годов партия пережила период внутрипартийной борьбы, жертвами которого стали практически все высшие руководители партии, включая её основателей. Со второй половины 1930-х годов власть сконцентрировал в своих руках министр внутренних дел (1936—1939) и глава правительства (1939—1952) Х. Чойбалсан, формально не занимавший высших партийных постов (к 1940 году из 11 членов Президиума ЦК, избранных в 1934 году, он один не был репрессирован). При нём партию возглавил Юмжагийн Цеденбал, ставший после смерти Чойбалсана новым лидером партии, с небольшим перерывом в 1950-е годы.

### Современная история
15 марта 1990 года на VIII пленуме ЦК всё руководство партии (политбюро и секретариат) коллективно ушло в отставку, из ЦК исключено 11 человек. Новым генеральный секретарём ЦК был избран Гомбожавын Очирбат. По докладу генерального прокурора Ю. Цеденбал был исключён из партии, лишён всех званий и наград.
На чрезвычайном съезде МНРП 12-15 апреля 1990 года были приняты новый устав и новая политическая платформа партии. Под влиянием процессов перестройки в СССР программа партии была изменена, марксизм-ленинизм с 1991 г. перестал быть основной доктриной партии. Вместо политбюро был образован Президиум ЦК в составе 5 человек (Цэрэнпилийн Гомбосурэн, Нямын Мишигдорж, Ц. Оолд (председатель Комиссии партийного контроля), Лодонгийн Тудэв и Б. Сумъяа), вместо генерального секретаря появился Председатель ЦК (Гомбожавын Очирбат).
На 3-м пленуме ЦК 30 июня 1990 года «за пособничество в становлении и упрочении авторитарного режима Цеденбала, грубые нарушения партийной этики и дисциплины, ущерб, нанесённый авторитету МНРП» были исключены из партии сразу 7 бывших членов политбюро — Д. Гомбожав, Б. Дэжид, Б. Ламжав, С. Лувсан, Д. Майдар, Т. Рагча и Д. Моломжамц. Партийные взыскания с предупреждением об исключении из партии получили Г. Адья, Б. Алтангэрэл, Ж. Батмунх, П. Дамдин, С. Лувсангомбо, Д. Содном.
В 1997 году принята новая программа партии. Несмотря на утвердившийся в стране принцип многопартийности, МНРП сохранила собственный политический вес в парламенте; на посту президента страны до 2009 года находились её члены, а в 2021 году выходец из партии вновь возглавил страну.
В июле 2008 года, после прошедших в стране парламентских выборов, сторонниками Демократической партии, несогласными с итогами голосования, была сожжена улан-баторская штаб-квартира МНРП.
В 2010 году, после избрания на пост председателя МНРП С. Батболда, вновь встал вопрос о смене названия партии. На XXV Съезде 4-8 ноября 2010 года партия приняла прежнее название, которое она носила до 1924 года.
В знак протеста против этого шага бывший президент Монголии Н. Энхбаяр вышел из партии и основал собственную под оставленным названием Монгольская народно-революционная партия.
На XXVI Съезде партии в январе 2011 года было решено разместить на флаге партии национальную эмблему соёмбо.

### Руководители партии
Прим. С 1928 по 1940 во главе партии формально стояло несколько равноправных секретарей ЦК (почти все они были репрессированы в 1930-е годы). Фактически власть принадлежала премьер-министру (Гэндэн, затем Амар, затем Чойбалсан). Лишь при Цеденбале (с 1958 года) пост генерального секретаря ЦК МНРП становится важнейшим постом в партии и государстве.
| №                        | Имя                        | Фото | Вступил в должность | Ушёл в отставку  |
| ------------------------ | -------------------------- | ---- | ------------------- | ---------------- |
| Председатели ЦК          |                            |      |                     |                  |
| 1                        | Солийн Данзан              |      | 3 марта 1921        | 21 сентября 1921 |
| и. о.                    | Догсомын Бодоо             |      | 21 сентября 1921    | 22 ноября 1921   |
| Секретарь ЦК             |                            |      |                     |                  |
| 2                        | Цэрэн-Очирын Дамбадорж     |      | 22 ноября 1921      | 12 января 1923   |
| Председатели ЦК          |                            |      |                     |                  |
| 3                        | Ажвагийн Данзан            |      | 12 января 1923      | 31 августа 1924  |
| 4                        | Цэрэн-Очирын Дамбадорж     |      | 31 августа 1924     | 27 октября 1928  |
| Первые секретари ЦК      |                            |      |                     |                  |
| 5                        | Улжийгийн Бадрах           |      | 28 октября 1928     | 30 января 1929   |
| 6                        | Бат-Очирын Элдэв-Очир      |      | 30 января 1929      | 13 марта 1930    |
| 7                        | Пэлжидийн Гэндэн           |      | 13 марта 1930       | 13 марта 1931    |
| 8                        | Золбингийн Шижээ           |      | 13 марта 1931       | 30 июня 1932     |
| 9                        | Бат-Очирын Элдэв-Очир      |      | 30 июня 1932        | 30 июля 1932     |
| 10                       | Жамбын Лхумбэ              |      | 30 июля 1932        | 30 июня 1933     |
| 11                       | Доржжавын Лувсаншарав      |      | 30 июня 1933        | 5 октября 1934   |
| 12                       | Хас-Очирын Лувсандорж      |      | 5 октября 1934      | 15 августа 1936  |
| 13                       | Банзаржавын Баасанжав      |      | 15 августа 1936     | 22 февраля 1940  |
| 14                       | Дашийн Дамба               |      | 22 февраля 1940     | 8 апреля 1940    |
| Генеральный секретарь ЦК |                            |      |                     |                  |
| 15                       | Юмжагийн Цеденбал          |      | 8 апреля 1940       | 4 апреля 1954    |
| Первые секретари ЦК      |                            |      |                     |                  |
| 16                       | Дашийн Дамба               |      | 4 апреля 1954       | 22 ноября 1958   |
| 17                       | Юмжагийн Цеденбал          |      | 22 ноября 1958      | 30 мая 1981      |
| Генеральные секретари ЦК |                            |      |                     |                  |
| 17                       | Юмжагийн Цеденбал          |      | 30 мая 1981         | 24 августа 1984  |
| 18                       | Жамбын Батмунх             |      | 24 августа 1984     | 14 марта 1990    |
| 19                       | Гомбожавын Очирбат         |      | 14 марта 1990       | апрель 1990      |
| Председатели ЦК          |                            |      |                     |                  |
| 19                       | Гомбожавын Очирбат         |      | апрель 1990         | 28 февраля 1991  |
| 20                       | Будрагчаагийн Даш-Ёндон    |      | 28 февраля 1991     | 5 октября 1996   |
| Генеральные секретари ЦК |                            |      |                     |                  |
| 20                       | Будрагчаагийн Даш-Ёндон    |      | 5 октября 1992      | 5 октября 1996   |
| 21                       | Намбарын Энхбаяр           |      | 5 октября 1996      | 7 февраля 1997   |
| Председатели ЦК          |                            |      |                     |                  |
| 22                       | Нацагийн Багабанди         |      | 7 февраля 1997      | 6 июня 1997      |
| 23                       | Намбарын Энхбаяр           |      | 6 июня 1997         | 22 ноября 2005   |
| 24                       | Миеэгомбын Энхболд         |      | 22 ноября 2005      | 22 ноября 2007   |
| 25                       | Санжийн Баяр               |      | 22 ноября 2007      | 8 апреля 2009    |
| 26                       | Сухбаатарын Батболд        |      | 8 апреля 2009       | 25 июля 2012     |
| 27                       | Улзийсайханы Энхтувшин     |      | 25 июля 2012        | 21 ноября 2013   |
| 28                       | Миеэгомбын Энхболд         |      | 21 ноября 2013      | 21 ноября 2017   |
| 29                       | Ухнаагийн Хурэлсух         |      | 21 ноября 2017      | 25 июня 2021     |
| 30                       | Лувсаннамсрайн Оюун-Эрдэнэ |      | 25 июня 2021        | настоящее время  |

## Электоральные результаты

### Президентские выборы
| Выборы | Кандидат                    | Голосов | %     | Результат |
| ------ | --------------------------- | ------- | ----- | --------- |
| 1993   | Лодонгийн Тудэв             | 397 061 | 40,1  | Поражение |
| 1997   | Нацагийн Багабанди          | 597 573 | 62,5  | Избран    |
| 2001   | Нацагийн Багабанди          | 581 381 | 59,2  | Избран    |
| 2005   | Намбарын Энхбаяр            | 495 730 | 54,20 | Избран    |
| 2009   | Намбарын Энхбаяр            | 520 948 | 48,07 | Поражение |
| 2013   | Бадмаанямбуугийн Бат-Эрдэнэ | 520 380 | 41,97 | Поражение |
| 2017   | Миеэгомбын Энхболд          | 497 067 | 44,85 | Поражение |
| 2021   | Ухнаагийн Хурэлсух          | 820 092 | 72,24 | Избран    |

### Парламентские выборы
| Выборы | Партийный лидер     | Голосов   | %     | Мест       | +/-   | Место | Статус                        |
| ------ | ------------------- | --------- | ----- | ---------- | ----- | ----- | ----------------------------- |
| 1951   | Юмжагийн Цеденбал   |           | 60    | 176 из 295 | ▬     | ▬ 1ое | Однопартийная система         |
| 1954   | Юмжагийн Цеденбал   |           | 65    | 192 из 295 | ▲ 16  | ▬ 1ое | Однопартийная система         |
| 1957   | Юмжагийн Цеденбал   |           | 76,4  | 178 из 233 | ▼ 14  | ▬ 1ое | Однопартийная система         |
| 1960   | Юмжагийн Цеденбал   |           | 77,52 | 207 из 267 | ▲ 29  | ▬ 1ое | Однопартийная система         |
| 1963   | Юмжагийн Цеденбал   |           | 80    | 216 из 270 | ▲ 9   | ▬ 1ое | Однопартийная система         |
| 1966   | Юмжагийн Цеденбал   |           | 81,54 | 234 из 287 | ▲ 18  | ▬ 1ое | Однопартийная система         |
| 1969   | Юмжагийн Цеденбал   |           | 84,85 | 252 из 297 | ▲ 18  | ▬ 1ое | Однопартийная система         |
| 1973   | Юмжагийн Цеденбал   |           | 83,9  | 282 из 336 | ▲ 30  | ▬ 1ое | Однопартийная система         |
| 1977   | Юмжагийн Цеденбал   |           | 92,65 | 328 из 354 | ▲ 46  | ▬ 1ое | Однопартийная система         |
| 1981   | Юмжагийн Цеденбал   |           | 93    | 344 из 370 | ▲ 16  | ▬ 1ое | Однопартийная система         |
| 1986   | Жамбын Батмунх      |           | 93,5  | 346 из 370 | ▲ 2   | ▬ 1ое | Однопартийная система         |
| 1990   | Гомбожавын Очирбат  | 598 984   | 61,74 | 358 из 430 | ▲ 12  | ▬ 1ое | Квалифицированное большинство |
| 1992   | Пунцагийн Жасрай    | 1 719 257 | 56,9  | 70 из 76   | ▼ 288 | ▬ 1ое | Квалифицированное большинство |
| 1996   | Пунцагийн Жасрай    | 408 977   | 40,5  | 25 из 76   | ▼ 46  | ▼ 2ое | Оппозиция                     |
| 2000   | Намбарын Энхбаяр    | 517 746   | 51,6  | 72 из 76   | ▲ 47  | ▲ 1ое | Квалифицированное большинство |
| 2004   | Намбарын Энхбаяр    | 517 443   | 48,23 | 36 из 76   | ▼ 36  | ▬ 1ое | Оппозиция                     |
| 2008   | Санжийн Баяр        | 914 037   | 52,67 | 45 из 76   | ▲ 8   | ▬ 1ое | Правительство большинства     |
| 2012   | Сухбаатарын Батболд | 353 839   | 31,31 | 26 из 76   | ▼ 19  | ▼ 2ое | Оппозиция                     |
| 2016   | Миеэгомбын Энхболд  | 636 316   | 45,69 | 65 из 76   | ▲ 39  | ▲ 1ое | Квалифицированное большинство |
| 2020   | Ухнаагийн Хурэлсух  | 1 795 793 | 44,9  | 62 из 76   | ▼ 3   | ▬ 1ое | Квалифицированное большинство |